# Mario Steffen
Mario Steffen (* 4. Mai 1976 in Erlenbach am Main) ist ein deutscher Schlagersänger aus Bayern.

## Biographie
2004 veröffentlichte der gelernte Bäcker seine Debüt-Single Wie ein Bilderbuch und danach weitere Singles. Platzierungen in Radio- und Airplaycharts konnten verbucht werden und 2007 der Nachwuchspreis der Arbeitsgemeinschaft Deutscher Schlager und Volksmusik. In den Anfangsjahren wurde Mario Steffen vom Entertainer und Schlagersänger Peter Rafael gefördert.
Mario Steffen war unter anderem in den Fernsehsendungen Die Deutsche Schlagerparade, Wenn die Musi kommt, Auf geht’s, Musikanten und Alles Gute (MDR) zu Gast.

## Auszeichnungen
- Auszeichnung der Arbeitsgemeinschaft Deutscher Schlager und Volksmusik (ADS): Newcomer des Jahres 2006.

## Platzierungen

### Schlagerparade von Bayern 1
- Platz 1 in der Schlagerparade von Bayern 1 mit dem Titel Ich setz den Joker drauf (2005)
- Platz 2 in der Schlagerparade von Bayern 1 mit dem Titel Wie eine Rose im Eis (2007)
- Platz 3 in der Schlagerparade von Bayern 1 mit dem Titel Wenn du heut bleibst (2007)

### Schlagerparade von HR 4
- Platz 1 in der volkstümlichen Hitparade "Servus, Gude und Hallo" mit dem Titel "Komm, wach schon auf" (2015)
- Platz 2 im Schlagerlotto mit dem Titel "Will mein Herz nicht nochmal verlier´n" (2014)
- Platz 1 im Schlagerlotto mit dem Titel "Das liegt ganz allein am Rhythmus" (2014)

### TOP 15 Hitparade von NDR 1 Radio Niedersachsen
- Platz 5 mit dem Titel "Einsam in der Samstagnacht" (2012)

### Radio-Charts Deutschland Volksmusik
- Platz 3 mit dem Titel Du bist mein Himmel, Du bist meine Hölle (2012)[1]
- Platz 3 mit dem Titel Einsam in der Samstagnacht (2013)
- Platz 2 mit dem Titel Die spanische Nacht (2013)
- Platz 2 mit dem Titel Tanz Lambada (2023)
- Platz 1 mit dem Titel "Vergessen, dass es Dich gibt" (2024)

## Alben
- Sternenflieger, Tyrolis, September 2011
- Zurück zu Dir, Tyrolis, September 2016
- Gedankenkarussell, Tyrolis, September 2018

## Singles
- Wie ein Bilderbuch (2004)
- Ich setz den Joker drauf; König auf Zeit (2005)
- Du hast nur Unsinn im Kopf (2006)
- Wie eine Rose im Eis; Wenn du heut bleibst (2007)
- Ich teil mit dir mein Leben; Unsre Herzen (2008)
- Mach kein Geheimnis… (2009)
- Vergessen, dass es dich gibt; Keine Ahnung, wie du das nennst (2010)
- Lass die Sonne scheinen; Nur wer fliegt, kann die Sterne seh’n (2011)
- Das erste Prickeln wegen dir; Sorry, das war so gemeint; Du bist mein Himmel, du bist meine Hölle; Einsam in der Samstagnacht (2012)
- Die spanische Nacht (2013)
- Will mein Herz nicht nochmal verlier’n; Das liegt ganz allein am Rhythmus; Ein Abschied (2014)
- Komm, wach schon auf; Immer wieder mit Dir (2015)
- Nur der Sommer kennt Deinen Namen; Du hast mir nie gesagt, dass du mich vermisst (2016)
- Vergessen, dass es dich gibt (Remix); Zurück zu dir; Manchmal bei Nacht (2017)
- Unvernünftig (Duett mit Michaela Zondler); Königreich der Herzen (2018)
- Ich halt die Wolken für dich an; Wir feiern den Sommer; Geister im Kopf (2019)
- Nie zu früh und nie zu spät; Ich setz den Joker drauf; Metropolis (2020)
- Alles von vorn; Zurück in den Himmel (2021)
- Der Tag, für den sich warten lohnt; Sieben Jahre (2022)
- Das ist Liebe; Tanz Lambada (2023)
- Stell Dein Herz auf laut (2024)